# Albion (Victoria)
Albion is een voorstad van Melbourne in de Australische deelstaat Victoria. Bij de telling van 2016 had Albion 4731 inwoners.